# Ankistrodon
Ankistrodon je vědecký rodový název, stanovený pro pravěkého plaza, popsaného Thomasem H. Huxleym (jako A. Indicus) v roce 1865. Původně byl označován za dinosaura, později však byl přeřazen mezi proterosuchidní archosaury. O tomto taxonu není známo příliš mnoho informací.